# Джеффрі Хадсон

«Королева Генрієтта Марія з сером Джеффрі Хадсоном» (1633) від Антоніс ван Дейк

Джеффрі Хадсон (1619 — бл. 1682) — придворний карлик англійської королеви Франції Генрієтти Марії. Він був відомий як «карлик королеви» та «лорд Мінімус» і вважався одним із «чудес епохи» через його надзвичайну малість, але гарні пропорції. Він воював з роялістами в Англійській громадянській війні і втік з королевою до Франції, але був вигнаний з її двору, коли вбив людину на дуелі. Він був схоплений піратами Бербері і провів 25 років у рабстві в Північній Африці, перш ніж був викуплений назад до Англії.